# Alexander Blomqvist
Johan Nicklas Alexander Blomqvist (Simrishamn, 3 agosto 1994) è un calciatore svedese, difensore dell'Ariana FC.

## Carriera

### Club
Cresciuto nel settore giovanile del Malmö FF, ha esordito in prima squadra il 14 aprile 2013 disputando l'incontro di Allsvenskan vinto 1-0 contro il Kalmar. Essa è stata la sua unica presenza ufficiale nell'arco di due stagioni.
Nel gennaio 2015 è sceso nella seconda serie nazionale all'IFK Värnamo con la formula del prestito annuale. Qui ha giocato titolare tutte e 30 le partite di campionato previste dal calendario.
In vista della stagione 2016, ha firmato un contratto biennale con il Trelleborg, altra società militante nel campionato di Superettan. Nel corso dell'annata 2017 ha contribuito al raggiungimento della promozione nella massima serie, poi a fine anno ha rinnovato firmando un altro biennale. Nel marzo 2018, a pochi giorni dall'inizio dell'Allsvenskan 2018, Blomqvist è stato nominato nuovo capitano. La permanenza della squadra nella massima serie è durata solo una stagione.
Nonostante la retrocessione, Blomqvist ha continuato comunque a giocare in Allsvenskan, visto che nel gennaio 2019 è stato acquistato dal GIF Sundsvall con un contratto di tre anni. La sua prima stagione con la nuova maglia si è conclusa, però, anche in questo caso con la retrocessione in Superettan. Blomqvist è rimasto in rosa e ha contribuito al ritorno del club nella massima serie, ottenuto in virtù del secondo posto nella Superettan 2021. Il suo contratto in scadenza è stato poi rinnovato per altri due anni.
Nel febbraio 2024 è sceso ufficialmente nella terza serie svedese con l'ingaggio a parametro zero da parte dell'Ariana FC, squadra nata a Malmö nel 2015 da persone di origine afghana e militante in Ettan grazie alle sette promozioni centrate nei primi sette anni di vita del club.

### Nazionale
Ha giocato nelle nazionali giovanili svedesi Under-16, Under-17, Under-18 ed Under-19.

## Statistiche

### Presenze e reti nei club
Statistiche aggiornate al 30 maggio 2022.
| Stagione        | Squadra         | Campionato      | Campionato | Campionato | Coppe nazionali | Coppe nazionali | Coppe nazionali | Coppe continentali | Coppe continentali | Coppe continentali | Altre coppe | Altre coppe | Altre coppe | Totale | Totale |
| Stagione        | Squadra         | Comp            | Pres       | Reti       | Comp            | Pres            | Reti            | Comp               | Pres               | Reti               | Comp        | Pres        | Reti        | Pres   | Reti   |
| --------------- | --------------- | --------------- | ---------- | ---------- | --------------- | --------------- | --------------- | ------------------ | ------------------ | ------------------ | ----------- | ----------- | ----------- | ------ | ------ |
| 2013            | Malmö FF        | A               | 1          | 0          |                 | -               | -               | UEL                | 0                  | 0                  | SS          | 0           | 0           | 1      | 0      |
| 2014            | Malmö FF        | A               | 0          | 0          |                 | -               | -               | UCL                | 0                  | 0                  | SS          | 0           | 0           | 0      | 0      |
| 2015            | IFK Värnamo     | S1              | 30         | 0          |                 | -               | -               |                    | -                  | -                  |             | -           | -           | 30     | 0      |
| 2016            | Trelleborg      | S1              | 30         | 2          | CS              | 1               | 0               |                    | -                  | -                  |             | -           | -           | 31     | 2      |
| 2017            | Trelleborg      | S1              | 27+2       | 4+0        | CS+CS           | 3+1             | 0               |                    | -                  | -                  |             | -           | -           | 33     | 4      |
| 2018            | Trelleborg      | A               | 29         | 1          | CS+CS           | 3+1             | 0               |                    | -                  | -                  |             | -           | -           | 33     | 1      |
| 2019            | GIF Sundsvall   | A               | 22         | 0          | CS              | 1               | 0               |                    | -                  | -                  |             | -           | -           | 23     | 0      |
| 2020            | GIF Sundsvall   | S1              | 14         | 1          | CS+CS           | 1+1             | 0               |                    | -                  | -                  |             | -           | -           | 16     | 1      |
| 2021            | GIF Sundsvall   | S1              | 30         | 2          | CS+CS           | 3+1             | 0               |                    | -                  | -                  |             | -           | -           | 34     | 2      |
| 2022            | GIF Sundsvall   | A               | 8          | 1          | CS              | 2               | 0               |                    | -                  | -                  |             | -           | -           | 10     | 1      |
| Totale carriera | Totale carriera | Totale carriera | 193        | 11         |                 | 18              | 0               |                    | 0                  | 0                  |             | 0           | 0           | 211    | 11     |

## Palmarès

### Club

#### Competizioni nazionali
- Campionato svedese: 1

Malmö FF: 2013